# Sadomasoquismo

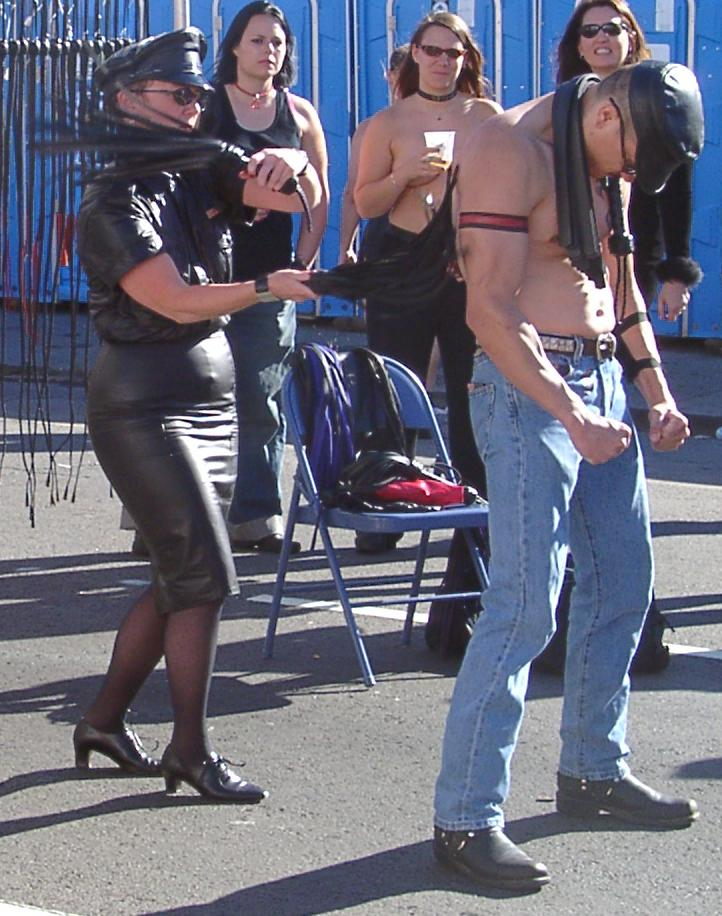
Flagelação de tipo sadomasoquista.

Sadomasoquismo é dar ou receber prazer através de atos que envolvem o recebimento ou a aplicação de dor física e moral. O termo sadomasoquismo é uma palavra-valise de duas tendências opostas, o sadismo e o masoquismo. A abreviação S&M é frequentemente utilizada para se referir ao sadomasoquismo.
O sadomasoquismo não é considerado uma parafilia clínica, a menos que tais práticas levem a sofrimento ou distresse clinicamente significativo para um diagnóstico. Da mesma forma, o sadismo sexual é um consentimento mútuo associado à práticas do BDSM, portanto, distingue-se de atos não consensuais de violência ou agressão sexual.
No dia 18 de junho de 2018, a Organização Mundial da Saúde publicou a CID-11, removendo o sadomasoquismo de diagnósticos psiquiátricos. A CID-11, ao contrário da CID-10, distingue comportamentos sadomasoquistas consensuais (BDSM) que não envolvem danos inerentes a si ou a terceiros, da violência prejudicial a pessoas que não consentem. A CID-11 considera o sadomasoquismo como uma variante de excitação sexual e comportamento privado, sem um impacto considerável na saúde pública. De acordo com a CID-11, o diagnóstico psiquiátrico não pode mais ser usado para discriminar fetichistas e praticantes do BDSM.
Pesquisas recentes sobre a disseminação de fantasias e práticas de BDSM mostram fortes variações na faixa de seus resultados. No entanto, os pesquisadores assumem que de 5 a 25% da população pratica comportamentos sexuais relacionados à dor ou dominação e submissão.